# Jernbaneloven af 8. maj 1894
Jernbaneloven af 8. maj 1894 – Lov nr. 88 om anlæg og drift af private jernbaner - er en af de tre store jernbanelove fra 1894, 1908 og 1918, der indeholdt hjemmel til anlæg og drift af de fleste danske privatbaner.
Indtil 1. april 1904 kunne der gives eneret til anlæg og drift af de i 1894-loven nævnte baner. Staten betalte halvdelen af anlægsomkostningerne. Eneretten gjaldt til 1. januar 1990, men staten kunne mod kompensation overtage banerne 25 år efter åbningen.
Det var specielt for 1894-loven, at eneretshaveren kunne vælge at anlægge banen med smalspor ned til 1.000 mm. Den ret blev udnyttet på De Bornholmske Jernbaner, Horsens-Bryrup og Kolding-Egtved.
24 af de 29 projekter blev gennemført indenfor lovens tidshorisont - Varde-Nørre Nebel dog uden sidebane. 3 projekter blev overført til 1908-loven og gennemført senere. Kun 2 projekter (Næstved-Karrebæksminde og Hurup-Agger) samt sidebanen Billum-Esbjerg blev aldrig gennemført.

## Lovens projekter
1. fra Nykøbing Sjælland til Holbæk
2. fra Tølløse over Ruds Vedby til et punkt på Slagelse-Værslev Banen - anlagt Tølløse-Høng
3. fra et punkt på Tølløsebanen til Sorø - anlagt Sorø-Vedde
4. fra Kalvehave over Skovshuse til Vordingborg og Masnedsund
5. fra Præstø til et punkt på statsbanen mellem Lundby og Haslev - anlagt Præstø-Næstved
6. fra Hillerød til Frederiksværk
7. fra Helsingør til Hornbæk
8. fra Køge til Borup - ændret i 1908-loven til Kværkeby og i 1913 til Ringsted eller Kværkeby, anlagt Køge-Ringsted
9. fra Kagerup til Helsinge
10. fra Næstved til Karrebæksminde – overført til 1908-loven, men ikke anlagt
11. fra Lyngby til Vedbæk
12. fra Rønne over Aakirkeby til Nexø med sidebane til Almindingen - anlagt med smalspor
13. fra Kerteminde til Odense eller Ullerslev og evt. fra Kerteminde til Dalby - anlagt Odense-Kerteminde-Dalby
14. fra Svendborg til Nyborg
15. fra Nørresundby over Sæby til Frederikshavn
16. fra Nørresundby til Fjerritslev
17. fra Fjerritslev til Thisted
18. fra Aalborg til Hadsund - lovens eneste bane, der skulle være normalsporet
19. fra Svenstrup over Nibe til Aars
20. fra Lemvig over Harboøre til Thyborøn
21. fra Nymindegab over Billum til Varde med sidebane fra Billum til Esbjerg - anlagt Varde-Nørre Nebel uden sidebanen
22. fra Horsens til Vinding, evt. Bryrup - anlagt Horsens-Bryrup med smalspor
23. fra Hammel enten syd om Brabrand Sø til Aarhus eller til Brabrand - anlagt Hammel-Aarhus syd om søen
24. fra Give til Herning – overført til 1908-loven og anlagt som statsbane
25. fra Hurup over Vestervig til Agger - ikke anlagt
26. fra Vejle gennem Vejleådalen til Vandel
27. fra Kolding til Egtved - anlagt med smalspor
28. fra Ebeltoft til Thorsager - anlagt Ebeltoft-Trustrup
29. fra Rødkærsbro over Kjellerup til Silkeborg - overført til 1908-loven, men kun som Rødkærsbro-Kjellerup, og Kjellerup-Silkeborg kom først med igen i 1918-loven